# Mills Peak (Südgeorgien)
Der Mills Peak ist ein 625 m hoher Berg auf Südgeorgien. Er ragt 1,5 km südwestlich des Kap Douglas im nördlichen Teil der Barff-Halbinsel auf.
Das UK Antarctic Place-Names Committee benannte ihn 1988 nach Leutnant Keith Paul Mills (* 1960), Befehlshaber eines Platoons der Royal Marines am King Edward Point beim Ausbruch der Kämpfe um Südgeorgien am 3. April 1982 im Rahmen des Falklandkriegs.